# アレン・コージ
アレン・ジェイムズ・コージ（Allen James Coage, 1943年10月22日 - 2007年3月6日）は、アメリカ合衆国のプロレスラー、モントリオールオリンピック柔道重量級銅メダリスト。ニューヨーク州ニューヨークシティ出身のアフリカ系アメリカ人。
プロレスでは、バッドニュース・ブラウン（Bad News Brown）またはバッドニュース・アレン（Bad News Allen）のリングネームで、新日本プロレス、WWF、カルガリー地区などを主戦場に活躍した。

## 来歴
ペンシルベニア州立大学時代に日本人柔道家の米塚義定六段（のち柔道アメリカ代表監督・アメリカ柔道連盟会長）に師事。AAUの柔道選手権重量級で5度優勝し、1975年にパン・アメリカン王者となる。1976年モントリオールオリンピックに出場、柔道重量級で銅メダルを獲得した。
1977年10月25日、当時異種格闘技戦に注力していた新日本プロレスの「格闘技世界一決定戦」（メインイベントはアントニオ猪木対チャック・ウェプナー戦）に初来日。坂口征二と柔道ジャケットマッチを行うが敗退する。同年12月8日にはウィレム・ルスカとも対戦。以降、新日本プロレスの練習生として入門。バッファロー・アレンのリングネームでプロレスラーに転向した。
1978年まではベビーフェイスのポジションでヒールのルスカと抗争を展開したが、1979年に本名のアレン・コージ名義でWWFを短期間サーキットした際、フレッド・ブラッシーをマネージャーに迎えてヒール修行を行う（バロン・シクルナ、ジョニー・ロッズ、トニー・ガレア、ラリー・ズビスコ、S・D・ジョーンズ、ドミニク・デヌーチ、テッド・デビアス、イワン・プトスキー、フレッド・カリーなどと対戦）。同年夏からはNWAのロサンゼルス地区に出場、同じ黒人ヒールのレロイ・ブラウンやビクター・リベラと組み、マンド・ゲレロ&ヘクター・ゲレロ、ツイン・デビルズ、チャボ・ゲレロ&アル・マドリルなどのチームを破りNWAアメリカス・タッグ王座を3回に渡って獲得した。
1980年より、髪をスキンヘッドにしてバッドニュース・アレンと改名。ラフファイト主体のヒールに変貌し、以降1987年まで新日本プロレスに連続参戦。プロレスに適応できなかったルスカとは対照的に、シリーズに欠かせない名脇役として活躍する。主にタッグマッチに才能を発揮し、タイガー・ジェット・シン、スタン・ハンセン、アブドーラ・ザ・ブッチャー、ブルーザー・ブロディなど、新日本の歴代エース外国人のパートナーを務めた。年末のMSGタッグ・リーグ戦にも、1980年の第1回大会ではルスカ、1981年の第2回大会ではパット・パターソンと組んで出場。シングルでは坂口のWWF北米ヘビー級王座に再三挑戦したほか、1984年2月7日には蔵前国技館のメインイベントでアントニオ猪木と対戦。共闘していたブッチャーやラッシャー木村との仲間割れによるアングルも組まれた。
北米マットでは、1982年よりスチュ・ハートが主宰するカナダ・カルガリーのスタンピード・レスリングに定着。同団体のフラッグシップ・タイトルである北米ヘビー級王座を巡り、ダイナマイト・キッド、ブレット・ハート、モンゴリアン・ストンパー、デビッド・シュルツと抗争を繰り広げた。1985年5月25日にはハワイにてラーズ・アンダーソンを破りNWAポリネシアン・ヘビー級王座を獲得。1986年末からはフロリダ地区に参戦、1987年1月20日にロン・シモンズからNWAフロリダ・ヘビー級王座を、1月31日にケビン・サリバンからNWA南部ヘビー級王座をそれぞれ奪取している。フロリダではルーキー時代のレックス・ルガーとも度々対戦した。

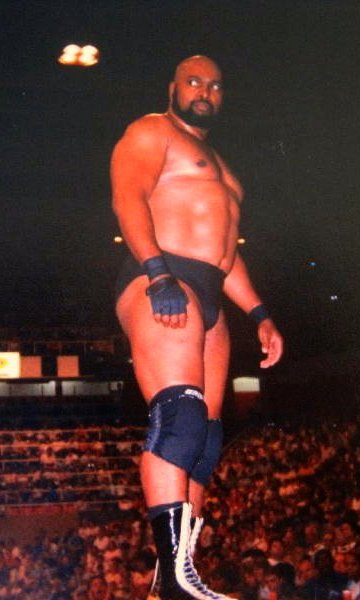
バッドニュース・ブラウン

1988年、バッドニュース・ブラウンとしてWWFと契約。初のPPV登場となる同年3月27日のレッスルマニアIVで行われた20人バトルロイヤルでは、同じヒールとして共闘していたブレット・ハートを裏切って優勝を収めた（この一件によりブレット・ハートはベビーフェイスに転向し、スーパースターへの道を歩むことになる）。その後もケン・パテラやジャンクヤード・ドッグを破り、12月30日にはニューヨークのマディソン・スクエア・ガーデンにてランディ・サベージのWWF世界ヘビー級王座に挑戦。翌1989年3月11日放送（2月16日収録）のサタデー・ナイト・メイン・イベントではハルク・ホーガンと対戦した。
WWFではニューヨークのハーレム育ちのストリート・ファイターというギミックを与えられ、誰も信用しない一匹狼のヒールとして活躍。タッグマッチを行っても必ずパートナーと衝突し、サバイバー・シリーズでは2年連続でチーム・メンバーと仲間割れを起こし、試合を放り出して一人で控え室に帰ってしまった。フィニッシュ技は新日本マットでマスターした延髄斬りで、ハーレムの喧嘩屋というキャラクターに合わせゲットー・ブラスター（Ghetto Blaster）と名付けられた。WWFには1990年下期まで在籍し、ジム・ドゥガン、ロディ・パイパー、ジェイク・ロバーツらトップスターとも短期抗争を行っている。
WWF離脱後は新日本プロレスに復帰し、本国ではカナダに永住してロッキー・マウンテン・レスリングなどのインディー団体を転戦。古巣のカルガリーではハート道場（通称 "ダンジョン" ）の臨時コーチ役を務め、クリス・ジェリコらを指導している。1992年8月にはUWFインターナショナルに来日。柔道家時代に培った関節技を多用するなど、それまでの悪役レスラーのイメージとは異なる本来の技巧派ぶりを披露した。1993年12月5日の神宮球場大会では桜庭和志をチキンウィング・アームロックで破っている。
1998年1月にはアダム&ジェイのカナディアン・ロッキーズを帯同して新東京プロレスにも参戦したが、同年に膝を手術して現役を引退。その後はカルガリーでショッピングモールの警備員として働きつつ、再興したスタンピード・レスリングのカラー・コメンテーターを務め、若手選手の指導にも携わった。
2007年3月6日早朝、急性心不全を起こし病院に緊急搬送されるが死去。63歳没。同日、かつて所属していたWWEの公式サイトでも訃報が伝えられた。

## エピソード
- WWF時代のギミックそのままに、喧嘩の強さはレスラー仲間からも一目置かれていた。WWFのバックステージでダイナマイト・キッドが犬猿のルージョー兄弟（レイモンド&ジャック）に闇討ちされた際、キッドの親友である彼が騒ぎに気づいて現れると、ルージョー兄弟は一目散に逃げ出したという[22]。
- 黒人差別を激しく嫌悪し、アブドーラ・ザ・ブッチャーが「自分以上に敏感だった」と語るほどだったという。差別的な発言をしたアンドレ・ザ・ジャイアントをホテルの屋上へ連れ出し「謝らなければここから突き落とす」と脅しをかけたという逸話を残している[23]。
- 1982年、覆面レスラーのブラック・タイガーに変身してタイガーマスクと闘うよう新間寿から要請を受けたが、拒否したためにマーク・ロコが初代のブラック・タイガーとなった[24]。

## 得意技
- ゲットー・ブラスター
- ストマック・クロー
- ヘッドバット
- パワースラム
- チキンウィング・アームロック

## 獲得タイトル
NWAハリウッド・レスリング
- NWAアメリカス・タッグ王座：3回（w / レロイ・ブラウン×1、ビクター・リベラ×2） [6]

NWAポリネシアン・レスリング
- NWAポリネシアン・パシフィック・ヘビー級王座：1回 [11]

スタンピード・レスリング
- スタンピード北米ヘビー級王座：4回 [10]

チャンピオンシップ・レスリング・フロム・フロリダ
- NWAフロリダ・ヘビー級王座：1回 [12]
- NWA南部ヘビー級王座：1回 [13]

## 入場テーマ
- 『スナイパー・フロム・ザ・ダークネス』（作曲：大野雄二）